# Vlajka Britského indickooceánského území

Vlajka Britského indickooceánského území
Poměr stran: 1:2

Vlajka Britského indickooceánského území, zámořského území Spojeného království, vychází z britské modré služební vlajky (Red Ensign) o poměru stran 1:2 s britskou vlajkou v kantonu. Misto modrého listu jsou na vlajce střídavě bílé a tmavě modré (těch je šest) vlnité proužky. Ve vlající části je umístěna kokosová palma a přes ní položená královská koruna (jedná se o korunu sv. Eduarda).
Kanton a koruna připomíná vztah ke Spojenému království (závislé území), palma symbolizuje hlavní vegetaci na Čagoských ostrovech.Vlnité proužky symbolizují moře (Indický oceán).

## Historie
Do roku 1990 byla (zřejmě) užívána téměř shodná vlajka, s jiným vyobrazením koruny.

Vlajka Britského indickooceánského území (?–1990) Poměr stran: 1:2

Současná vlajka byla vytvořena k 25. výročí vzniku Britského indickooceánského území (to vzniklo 8. listopadu 1965) a přijata v únoru roku 1990.